# Давыд Святославич (князь витебский)
Давы́д Святосла́вич (ум. 1173) — князь витебский, сын князя Святослава Всеславича.
Единственное упоминание о Давыде в «Житие Евфросинии», где рассказывается о паломничестве Евфросинии в Иерусалим со своим братом Давыдом и сестрой Евдокией между 1162 и 1169 годами. О его земельных владениях ничего не известно. Возможно, у него было какое-то держание в Витебской волости.
По самой распространённой версии был отцом Бориса.